# David Herbert Lawrence
David Herbert Lawrence (Eastwood, 11. rujna 1885. – Vence, 2. ožujka 1930.), britanski romanopisac, pripovjedač, pjesnik, esejist, slikar, dramatičar i kritičar. Čovjek koji se može smatrati nasljednikom Guillaumea Apollinairea i prethodnikom Henryja Millera.
Ako je Henry Miller Mesija erotske proze, onda je D. H. Lawrence njen Ivan Krstitelj. Charles Bukowski ga je jako volio čitati, kako opisuje u svom romanu "Lovac ispod žita".

## Životopis
Rodio se u grofoviji Nottinghamshire, koju je strašno volio smjestivši radnju nekih svojih djela u to područje. Otac mu je bio jedva pismeni rudar i alkoholičar, a majka bivša ravnateljica škole, obrazovana žena. Djetinjstvo mu je obilježeno siromaštvom i napetošću između roditelja. U školi je mladi David bio uspješan, prvi koji je osvojio stipendiju općinskog vijeća za školovanje u obližnjem Nottinghamu. Jedno vrijeme bio je učenik/učitelj na jednom koledžu. U 25. godini postaje slavan pisac svojim prvim važnijim djelom - "Bijeli paun". Nastavlja pisati, stvorivši djela poput "Sinovi i ljubavnici" (u kojem je opisao scenu kada je eutanazirao vlastitu majku prevelikom dozom jednog lijeka), "Duga", "Zaljubljene žene" i zasigurno njegov najbolji rad, roman "Ljubavnik lady Chatterley". Zbog ovog djela je bio zabranjivan, proganjan, a moralisti su njegovo djelo prikazivali opscenim i pornografskim. Iako su ga izdavači molili da objavi pročišćeno izdanje, on je to uvijek glatko odbijao. Kada mu je jedna izdavačka kuća odbila objaviti rad, otvoreno ih je izvrijeđao. Bio je uspješan slikar. Sablazan je izazvao i vezom, kasnije i brakom s Friedom von Richthofen, koja je zbog njega napustila muža i troje djece.
Život mu je nakon Prvog svjetskog rata obilježen lutanjima. Obolio je od tuberkuloze i umro u francuskom gradu Venceu, sa samo 44 godine.
U knjizi "Pobuna pisaca" Terrencea Dicksa, koja govori o životima poznatih engleskih književnika, postoji karikatura u kojoj njegova majka zabranjuje njegovom ocu da David radi u besprizornom rudniku, a mali David u sebi misli: "Umjesto toga pisat ću besprizorne knjige". No, njegove knjige, iako ponešto kontroverzne, zasigurno nisu besprizorne.
Kada je umro, Frieda je njegov pepeo prenijela u SAD, u planine Novog Meksika.
Često je bio proganjan i zlostavljan od vojnih vlasti, trpio nedaće, siromaštvo, cenzuru. Na jednu njegovu izložbu sredinom 1929. u galeriji Warren u Londonu upala je policija i zapljenila mnogo radova. Vrijeme progonstva nazvao je "divljačkim hodočašćem". Bio je i u SAD-u gdje su on i Frieda kupili ranč od 160 rali zemlje za rukopis romana "Sinovi i ljubavnici". Smrt majke ga je strašno pogodila, te je mjesece nakon njene smrti nazvao svojom "bolesnom godinom". On i njegova Frieda, s kojom nije imao djece su putovali po svijetu, došavši čak do Australije, gdje je David na miru dovršio svoj roman "Klokan". Imao je niz prijatelja, jedan od najodanijih mu je bio Aldous Huxley, koji će urediti prvu zbirku njegovih pisama. Ukupno će biti objavljeno 8 svezaka njegovih pisama. Bio je i briljantan putopisac, a najpoznatija zbirka mu nosi naslov "More i Sardinija". Izražavao je otvoreni prijezir prema bilo kojem militarizmu. Tijekom Prvog svjetskog rata on i Frieda bili su lažno optuženi da daju signale njemačkim podmornicama na obali Cornwalla. Volio je Italiju pa je i o njoj napravio zbirku eseja "Skice o etruščanskim mjestima". U njima Lawrence opisuje izlete na mnogobrojna arheološka nalazišta. Neke feministkinje ga još i dan danas kritiziraju zbog stavova o ženama i seksualnosti koje je iznio u svojim djelima. Imao je i kratku homoseksualnu aferu, a jednom je izjavio: "Mislim da sam najbliže savršenoj ljubavi bio s jednim rudarom ugljena kada mi je bilo oko 16".
Nakon smrti, izdane su mnoge osmrtnice, ali jedino je E.M. Forster objasnio njegov doprinos engleskoj književnosti. Njegovo posljednje djelo je roman pod naslovom "Djevica i ciganin". Mnogo puta u životu se borio protiv napadaja gripe, a jednom je jedva preživio gotovo smrtonosni napadaj malarije i tuberkuloze.

## Vanjske poveznice
- Višnja Sepčić: David Herbert Lawrence  Arhivirana inačica izvorne stranice od 31. svibnja 2016. (Wayback Machine)